# A11 (autoestrada)
A A11 ou Autoestrada do Baixo Minho é uma autoestrada portuguesa, que liga Apúlia com Castelões, ligando as sub-regiões Cávado, Ave e Tâmega e Sousa, pertencendo à Região Norte, tendo uma extensão total de 70,6 km.
A A11 inicia-se na Apúlia no nó com a A28, seguindo para Barcelos, Braga (cruza a A3), Guimarães (cruza a A7), Vizela, Felgueiras, Lousada e Castelões (Penafiel) terminando no nó com a A4.
Entre Apúlia e Braga a A11 é coincidente ao IC14 e entre Braga e o seu término é coincidente ao IP9.

## Estado dos troços
| Troço                                        | Situação                                                                    | km   |
| -------------------------------------------- | --------------------------------------------------------------------------- | ---- |
| Apúlia - Vila Seca                           | Em serviço (1998) Integrado (2005) na A 11 (Concessão: Norte)               | 4    |
| Vila Seca - Braga                            | Em serviço (2005) (Concessão: Norte)                                        | 23,4 |
| Braga - Guimarães Oeste                      | Em serviço (2003) (Concessão: Norte)                                        | 18,7 |
| Guimarães Oeste - Nó Selho ( A 7 )           | Em serviço (1996) como A 7 Renomeado (c. 2005) para A 11 (Concessão: Norte) | 1,8  |
|                                              |                                                                             |      |
| Nó Calvos/Gémeos ( A 7 ) - Castelões ( A 4 ) | Em serviço (2006) (Concessão: Norte)                                        | 26,1 |

## Capacidade

### Perfil
| Troço              | Perfil | Extensão |
| ------------------ | ------ | -------- |
| Apúlia – Castelões |        | 70.6     |

### Tráfego[4][5]
| Troço                                | 2019   | 2024   |
| ------------------------------------ | ------ | ------ |
| Apúlia (A28) – EN205                 | 10.634 | 13.996 |
| EN205 – Barcelos                     | 10.032 | 13.152 |
| Barcelos – Braga Oeste (A3)          | 13.533 | 16.942 |
| Braga Oeste (A3) – Braga (Ferreiros) | 13.231 | 16.583 |
| Braga (Ferreiros) – Celeirós         | 31.421 | 36.417 |
| Celeirós – Guimarães Oeste           | 15.918 | 19.107 |
| Guimarães Oeste – Nó Selho (A7)      | 21.129 | 25.716 |
| Troço comum com a A7                 |        |        |
| Nó Calvos/Gémeos (A7) – Vizela       | 9.016  | 11.797 |
| Vizela – Felgueiras (A42)            | 9.284  | 12.377 |
| Felgueiras (A42) – Lousada (A42)     | 11.846 | 15.701 |
| Lousada (A42) – EN15                 | 7.555  | 10.368 |
| EN15 – EN211                         | 8.278  | 10.952 |
| EN211 – Castelões (A4)               | 15.599 | 18.952 |
| Tráfego médio diário                 | 13.006 | 16.321 |

## Saídas

### Apúlia – Castelões
| Número da saída | Nome da saída                   | Estrada que liga |
| --------------- | ------------------------------- | ---------------- |
| \| 1            | Apúlia                          | A 28 R 501       |
| 2               | N 205                           | N 205            |
| 3               | Barcelos                        | N 103            |
| 4               | Barcelos (Este) / Braga (oeste) | N 103 A 3        |
| 5               | Braga (Ferreiros)               | N 103            |
| 6               | Braga (circular)                |                  |
| 6A              | Celeirós                        | A 3              |
| 7               | Guimarães (oeste)               | N 206 N 310      |
| 8               | Selho                           | A 7              |
| 9               | Guimarães (Sul)                 | N 105            |
| 10              | Calvos                          | A 7              |
| 11              | Vizela                          |                  |
| 12              | Felgueiras                      |                  |
| 13              | Lousada - A 42                  | A 42             |
| 14              | N 15                            | N 15             |
| 15              | N 211                           | N 211            |
| 16              | Castelões (Penafiel)            | A 4              |

## Áreas de serviço
- Área de serviço de Barcelos Sul (km 8)
- Área de serviço de Lousada (km 70)